# Eptatretus longipinnis
Eptatretus longipinnis – gatunek bezszczękowca z rodziny śluzicowatych (Myxinidae). 

## Zasięg występowania
Okolice miasta Robe w południowej Australii.

## Cechy morfologiczne
Osiąga 62,7 cm długości. Różni się od pozostałych śluzic tym, że fałda brzuszna zaczyna się przed pierwszą parą worków skrzelowych.

## Biologia i ekologia
Występuje na szelfie na głębokości ok. 14–40 m, na miękkim dnie.